# 永安寺 (金沢市)
永安寺（えいあんじ）は、石川県金沢市に所在する真言宗醍醐派の寺院（別格本山）。位置は北緯36度31分23秒、東経136度41分23秒。

## 沿革
創立は今からおよそ550年前、室町幕府9代将軍足利義尚が国家安泰を祈願するため、遠江国に造営したものと伝えられている。
明治時代に加賀藩の元藩主前田慶寧（よしやす）公の外孫にあたる大阿闍梨霊光大僧正が、この由緒ある寺が、明治維新後の廃仏毀釈で廃寺寸前にあるのを惜しみ、仏法興隆、国家平穏、衆生済度を祈願するため寺号を当地に移し、新たに造営した。
山号の鶴舞山は、開祖が金沢近郊に神聖な霊場を探すため、大聖歓喜天のご指示を仰がれ、たところ、季節はずれの晩春、金沢方面よりつがいの丹頂鶴が飛来し、当山の上空を3回回って去ったことが由来とされている。

## 特徴
日本三大庭園の金沢・兼六園から南東約5キロの高台に位置し、春は山の木々が一斉に芽吹き、桜が季節の賑わいを奏で、桜のあとは山を覆うツツジが咲き乱れる。夏は山に繁る松の木陰に暑さを忘れさせ、セミの声は大合唱となって山々に響き、秋は紅葉などの木々が山を染め、冬の雪は水墨画のように凛とした無音の世界を創り出し、信仰の山であることを感じさせる。北陸唯一の大聖歓喜天の霊場となっている。縁結びの御仏ともいわれる愛染明王像は国内最大級の規模を誇る。

## 主な施設

### 御本堂
中央には聖徳太子作といわれる阿弥陀如来をご本尊としてまつっている。大日如来、釈迦如来、薬師如来をはじめ諸仏、菩薩、明王の御仏が安置されている。木造の大黒天は、伝教大師（最澄）作と伝えられている。

### 聖天堂奥院
「聖天さま」ともいわれる大聖歓喜天尊をまつる神聖な霊場。大聖歓喜天は家内安全、商売繁盛、除災難、無病息災を司り、我等衆生を守るばかりでなく、その功徳の厚さは比類なく、特に所願を速やかに成就される御仏として有名。

### 弁天堂
一般に「弁天さま」で知られる弁財天を安置している御堂。堂内も外側と同じく極彩色に彩られ、弁天さまの世界を現している。福徳をはじめ知恵、弁財、学問を司る御仏。学問の御仏として大聖歓喜天と同じように受験生のお参りが絶えない。また、弁天さまの護法神として毘沙門天、大黒天をともに安置している。勇気と福徳、忍耐を与えてもらえる御仏。

### 愛染明王像
地上10メートルで、国内最大級の愛染明王像。愛染明王は、古くから皇族、貴族の間に深く信仰されてきた。諸願成就の御仏として知られ、特に恋愛成就、縁結びの御仏として若い人に広く信仰されている。毎年6月第1日曜に行われる紫燈大護摩は、北陸地方で当山のみで、荘厳な雰囲気で執り行われる。

### 宝篋印塔（ほうぎょういんとう）
諸仏如来の全身の舎利（仏の御骨）を安置しているのと同じ尊い、功徳ある塔。地下室が納骨堂になっており、地下室には光明皇后が護持された、鑑真和上が唐から持参したものと伝わる五色の仏舎利と阿弥陀如来、虚空蔵菩薩、地蔵菩薩がまつられているほか、四方と天井に手彫りで一万八千文字にわたる一切経が梵字で刻まれている。

### 開山堂
当山の開基大阿闍梨霊光大僧正をまつっている。また、大僧正が数え年13歳より10年間、山で修行中護持された観音像も安置している。

### 地蔵堂
「お地蔵さま」の愛称で、子どもからお年寄りまでなじみ深い御仏を安置している。人々の苦しみ、悩みを救い、願いごとをすべてかなえる。また、亡き人を供養すれば、地獄、餓鬼、畜生、修羅など六道輪廻の衆生の苦しみを救われる。至心に真言を唱えて過去、現世、未来の罪を消す。

### 六地蔵
六道輪廻のそれぞれの苦悩を救済される6種類のお地蔵さま。有名な赤穂浪士大石良雄ら四十七士の冥福を祈るため、正徳7年（1712年）、明石の寺に建立された。明治維新後の廃仏毀釈のとき大阪船場の問屋が引き継いでおまつりし、第二次大戦後に当山に寄進された因縁深いお地蔵さま。

### 北陸白寿観音第十五番札所
延命長寿の観音様。白寿とは九十九歳のことで、いつまでも元気で長生きしたいと願う衆生の願いをかなえる。境遇や願望に応じて六観音、七観音、三十三観音、さらに白寿観音と無限の姿になって現れる。

### 枯山水 須弥山（しゅみせん）
枯山水は仏教思想より生まれた庭園といわれる。須弥山は人間の三悪道、すなわち貪瞋痴の煩悩を捨て去って、はじめて悟りを得て彼岸（浄土）に到達できるということを表現している。前住職・霊城僧正が長年の思考の末、作成した。

### 講堂 円通殿
木造2階建てで、2階部分に100畳敷の大広間があり、参拝者の憩いの場、青少年の研修道場として使用している。

### 分院
岐阜県高山市に建立。本尊は十一面観世音菩薩。飛騨高山は大阿闍梨霊光大僧正との縁の深い地で、多くの信者がいる。ただ、金沢から遠いこともあり、この地に分院が建てられた。
この地は古くから数々の悲劇があった所でもあり、有縁無縁の菩提を弔う施餓鬼供養を修法された。荒れ果てた墓地や数々の古戦場など、特に高山市の史跡となっている「万人講川原」での菩提回向の供養をたびたび修され、現在は分院において年中行事のひとつとして続けられている。

## 年中行事
- 1月 初詣、左義長
- 2月 節分大法要
- 3月 涅槃会大法要
- 4月 聖天大祭
- 6月 愛染火祭（紫燈大護摩）
- 7月 地蔵尊大祭
- 8月 盂蘭盆会、総施餓鬼大法要
- 9月 宇賀神大祭
- 11月 報恩講大法要
- 12月 土砂加持大法要

## アクセス

### 車
金沢駅から約25分。北陸自動車道・金沢森本ＩＣから約20分。無料駐車場あり

### 公共交通機関
- 金沢駅東口バス停から、北鉄バス・花里線「東部車庫行」で、永安町バス停下車、徒歩10分
- 金沢駅西口バス停から、北鉄バス・錦町粟崎線「東部車庫行」で、大道割口バス停下車、徒歩10分

拝観無料。原則日中のみ。